# Sojus 12
Sojus 12 ist die Missionsbezeichnung für den am 27. September 1973 gestarteten Flug eines sowjetischen Sojus-Raumschiffs. Es war der 22. Flug im Sojusprogramm und der erste bemannte nach dem Unglück mit Sojus 11. Dazwischen wurden unbemannte Sojus-Raumschiffe unter den Bezeichnungen Kosmos 496 und 573 gestartet.

## Besatzung

### Hauptmannschaft
- Wassili Grigorjewitsch Lasarew (1. Raumflug), Kommandant
- Oleg Grigorjewitsch Makarow (1. Raumflug), Bordingenieur

Lasarew war bereits einer der Kandidaten als Arzt für den Flug von Woschod 1, wurde aber nicht berücksichtigt. 1965 wurde er in der 3. Auswahlgruppe der Luftstreitkräfte für Kosmonauten aufgenommen. Er war Kommandant der 2. Ersatzmannschaft von Sojus 9. Makarow war Ingenieur des OKB 1 und u. a. an der Entwicklung der Wostok und der Saljut-Raumstationen beteiligt. Er war das erste Mal für einen Raumflug nominiert.

### Ersatzmannschaft
- Alexei Alexandrowitsch Gubarew,  Kommandant
- Georgi Michailowitsch Gretschko,  Bordingenieur

Die zweite Ersatzmannschaft bestand aus Pjotr Klimuk und Witali Sewastjanow.

## Missionsüberblick
Ziel des Fluges sollte eigentlich eine Koppelung mit der Raumstation Saljut 2 sein, die jedoch in der Erdumlaufbahn nicht stabilisiert werden konnte und bereits vor dem Start von Sojus 12 verglüht war.
Die Mission diente deshalb vorrangig der bemannten Erprobung der zweiten Generation von Sojus-Raumschiffen. Die Erfahrungen aus dem tragischen Ende der Sojus-11-Besatzung führten zur Überarbeitung des Schiffes. Da während des Starts, der Landung und anderen kritischen Manövern Raumanzüge zu tragen waren, wurde die Besatzung auf zwei Kosmonauten reduziert. Da die neue Sojus-Generation keine Solarflächen hatte und die Batteriekapazität auf etwa zwei Tage begrenzt war, war die Flugdauer ohne Kopplung mit einer Raumstation auf zwei Tage begrenzt.
Neben der Überprüfung des Raumschiffes erfolgten spektroskopische Untersuchungen der Erde.